# Ecosofia
A ecosofia (neologismo da junção de ecologia e filosofia) é um conceito que aproxima atitudes ecológicas com o pensamento abstrato humano, onde este ser é parte inseparável do ecossistema global. Termo foi cunhado na década de 1960, que está em plena fase de construção de seu sentido (não havendo definição única e exata) e, sua origem pode ser ligada a dois filósofos chaves: o norueguês Arne Naess (pai da ecologia profunda), e o pós-marxista Félix Guattari
Estes possuem pontos de vista diferentes acerca da definição – e mesmo contraditórios – mas são conceitualmente relacionados e, expressam a necessidade da emergência de um novo pensamento para além da lógica cartesiana, princípio base das sociedades modernas, que coloca o homem como centro e medida do mundo, portanto mestre e possessor da natureza, a qual fez culminar em uma sociedade progressista onde a destruição da vida natural e a deterioração das relações humanas ameaçam a própria espécie. Assim cada um propõem as bases para se pensar o ser humano de forma integrada e abrangente no processo global em que está inserido, compartilhando um mundo de diversas culturas e seres, movendo-se através de uma visão que propõe um questionamento profundo acerca das normas e premissas sociais, por vias de articulações políticas e de práticas cotidianas.

## Origens do termo

### Definição de Naess
Enquanto professor da Universidade de Oslo em 1972, Arne Naess introduziu o termo "ecologia profunda" e "ecosofia" na literatura ambiental, baseando seu artigo em uma apresentação feita por ele em Bucareste (Roménia) em 1972, na Terceira Conferencia Mundial de Pesquisa. Como Drengson nota em seu Ecophilosophy, Ecosophy and the Deep Ecology Movement: An Overvier (Ecofilosofia, Ecosofia e o Movimento Ecologia Profunda: Uma Perspectiva), "Em seu discurso Naess discutiu o pano de fundo expandido do movimento ecológico e sua conexão e respeito pela natureza e o valor inerente dos outros seres viventes." O ponto de vista dos seres humanos como parte integral de uma imagem completa da natureza de Naess contrasta com a construção alternativa, e mais antropocentrica, de ecosofia delineada por Guattari.
Outro termo importante – sabedoria ecológica – sinônimo de ecosofia, foi introduzido por Naess em 1973. O conceito se tornou um dos pilares da ecologia profunda. Todas expressões de valores dos Partidos Verdes listam a sabedoria ecológica como um valor chave e é frequentemente considerado o mais básico por estes. Neste, possuir a sabedoria é ter discernimento para extrair com consciência da natureza aquilo que se faz necessário para o sustento da vida humana, seja em termos materiais, seja em termos referenciais para estudo, como no caso da biomimética. Faz-se necessário, dessa forma, que se garanta a integridade dos ecossistemas, a preservação da biodiversidade e a manutenção dos sistemas que suportam a vida.
Naess definiu a ecosofia da seguinte maneira: "Por Ecosofia eu quero dizer uma filosofia de harmonia ou equilíbrio ecológico. Filosofia como um tipo de sofia ou sabedoria é abertamente normativa, contém normas, regras, postulados, anúncio de prioridades e hipóteses relacionados à situação do universo. Sabedoria é sabedoria política, prescrição, não apenas descrição científica e predição. Os detalhes de uma ecosofia conterão muitas variações devidas a diferenças significativas relacionadas não apenas aos ‘fatos’ da poluição, dos recursos naturais, da população, etc. mas também a prioridades de valores".
Depreendemos daí que a diversidade de manifestações do mundo deverão sempre ser levadas em conta, dentro de uma visão de tolerância que buscará permitir que cada indivíduo, humano ou não, possa realizar suas potencialidades, porém sem perder de vista a permissão para que outros realizem-na.

### Definição de Guattari
Na visão do psicoanalista, filosofo pós-estruturalista e ativista político Félix Guattari, a Ecosofia demarca o que ele observa como a necessidade de proposições de liberação social, cujas lutas no século XX foram dominadas pelo paradigma da revolução social e pelo marxismo, que tenham seus argumentos enquadrados dentro de um panorama ecológico que entenda as interconexões das esferas sociais e ambientais.
Guattari se afasta daquela separação ambientalista dualística do humano (cultural) e não-humano (natural); ele antevê a ecosofia como um novo campo com uma abordagem monística e pluralista a esse estudo. Ecologia, no seu senso, será, então, um estudo de fenômenos complexos, incluindo a subjetividade humana, o meio-ambiente e as relações sociais, as quais todas estão intimamente interconectadas. Apesar dessa ênfase em interconexão, através de seus escritos individuais e suas famosas contribuições com Gilles Deleuze, Guattari resistiu ser chamado de holístico, preferindo enfatizar a heterogeneidade e a diferença, sintetizando combinações e multiplicidades de forma a traçar estruturas rizomáticas mais do que criando estruturas unificadas e holísticas.
"Sem modificações ao ambiente social e material não pode haver mudanças de mentalidade. Aqui, nós estamos na presença de um círculo que me leva a postular a necessidade de fundação de uma ecosofia que ligaria ecologia ambiental a ecologia social e a ecologia mental."

O conceito da Guattari de três ecologias interdependentes da mente, sociedade e meio ambiente estão presentes em seu livro As Três Ecologias, onde postula que:
A ecosofia social consistirá, portanto, em desenvolver práticas especificas que tendam a modificar e a reinventar maneiras de ser no seio do casal, da familia, do contexto urbano, do trabalho, etc.
(...)
A ecosofia mental, por sua vez, será levada a reinventar a relação do sujeito com o corpo, com o fantasma, com o tempo que passa, com os ‘mistérios’ da vida e da morte. Ela será levada a procurar antídotos para a uniformização midiática e telemática, o conformismo das modas, as manipulações da opinião pela publicidade, pelas sondagens, etc.
(...)

O princípio particular à ecologia ambiental é o de que tudo e possível tanto as piores catástrofes quanto as evoluções flexíveis. Cada vez mais, os equilíbrios naturais dependerão das intervenções humanas. Um tempo vira em que será necessário empreender imensos programas para regular as relações entre o oxigênio, o ozônio e o gás carbônico na atmosfera terrestre.

## A Ampliação da Discussão
Pela análise de Guattari podemos perceber uma ampliação do tema para aquela de Naess, problematizando para muito além do que convencionou chamar de ecologia. Pode-se enxergar uma clara proposição que conclama que a discussão adentre no campo da transdisciplinaridade ecossistêmica, onde a questão da técnica é fortemente inserida, uma vez que a intervenção do homem se fará primordial para controlar os efeitos causados pela própria espécie humana.
Nos termos dos estudos da tecnologia se fará necessário que abandonemos, também, a contraposição histórica perpetuada entre humano e técnica, logo entre cultura e natureza da técnica, passando não mais a enxergá-la necessariamente como fonte de exploração da natureza, mas também como parte integrante desse universo comum, a ser utilizada conscientemente de forma ecossistêmica.
Em sintonia com seu tempo, essa ideia se alinha com os estudos de Marshall McLuhan acerca das tecnologias e seu lugar na constituição do homem, que enxergou no ser-humano a técnica como parte fundante, caminho certo após a percepção que mesmo coisas básicas, como a fala, são tecnologias. MacLuhan declara, assim, que "a tecnologia do homem é o que ele tem de mais humano".

## A Ecosofia e a Sociedade em Redes
A comunicação digital influi de fato numa possibilidade de apreensão do mundo que torna a concepção ecosófica muito palpável e bastante interessante como base para refletirmos acerca do atual Estado de coisas.
A digitalização das relações e dos espaços está alterando nossa percepção ao criarem sistemas interativos e imersivos, que nos colocam de frente com o pensamento ecológicos entre sujeito, tecnologia e natureza. Ao nos vermos mergulhados em uma rede que apaga as fronteiras entre o corpo físico e a mente, através de uma interface computadorizada capaz de partilhar nossa existência em um mundo virtual distruibido mundialmente, as fronteiras entre a existência corpórea localizada, predominante até então em todas experiencias humanas, turva-se na direção de uma experiência extra-corpórea estilhaçada.
Dessa forma, nos juntamos ao mesmo tempo com a técnica e o ambiente, que acaba por moldar uma nova forma de participação que resulta numa integração ecológica com um todo interconectado.
Derrick de Kerckhove, estudioso canadense das redes escritor de "A Pele da Cultura: Investigando a nova realidade eletrônica", proporá:
"A consciência é o termo central da globalização. (…) Pela primeira vez na história do mundo, estamos acelerando em direção a um novo nível de consciência privado e público ao mesmo tempo"; e ainda "A transparência global surge da distribuição instantânea das notícias e do acesso a todo o mundo através das mídias. Pode ser uma espécie de ilusão, mas é uma ilusão muito poderosa porque propõe o mundo inteiro como um campo da consciência, a par da nossa própria consciência e das entidades sociais."
As relações que hoje podemos estabalecer entre nossas ações diárias de consumo, utilização de recursos, etc. e o impacto ambiental que elas causarão são frutos direto deste pensamento.

## As perspectivas de Maffesoli
Michel Maffesoli, sociólogo francês, focado nos estudo da pós-modernidade, dedicou a segunda parte de seu livro Saturação (2010) ao tema. Denominada Matrimonium, recebe o subtítulo de "Pequeno tratado de ecosofia."
Neste buscará explicitar o porquê da racionalidade humanista estar nos levando à destruição, mas, mais interessante do que esse ponto já discutido por diversos autores, busca, também, compreender a que reação este esgotamento está levando e, para além disso, pretende postular soluções possíveis, fazendo-se ativo no debate.
Como possível caminho, ele julga que é tempo de elaboração de um novo discurso do método, que faça "compreender a metamorfose em curso. Ela que nos faz passar de progressismo (que foi vigoroso, que deu bons resultados, mas que se torna um pouco doentio) para uma progressividade que reinveste em ‘arcaísmos’: povo, território, natureza, sentimentos, humores… que pensávamos ter deixado para trás"
	Interessante notar Maffesoli crente de que a mudança esteja em curso. Talvez para demonstrar isso, ou com razão, ele demonstra diversos comportamentos atuais cotidianos que demonstram uma mudança da perspectiva onde há uma revalorização do natural e do presente frente ao recrudescimento dos valores ligados ao terreno e às projeções ordenadoras futuras.